# Anadyr

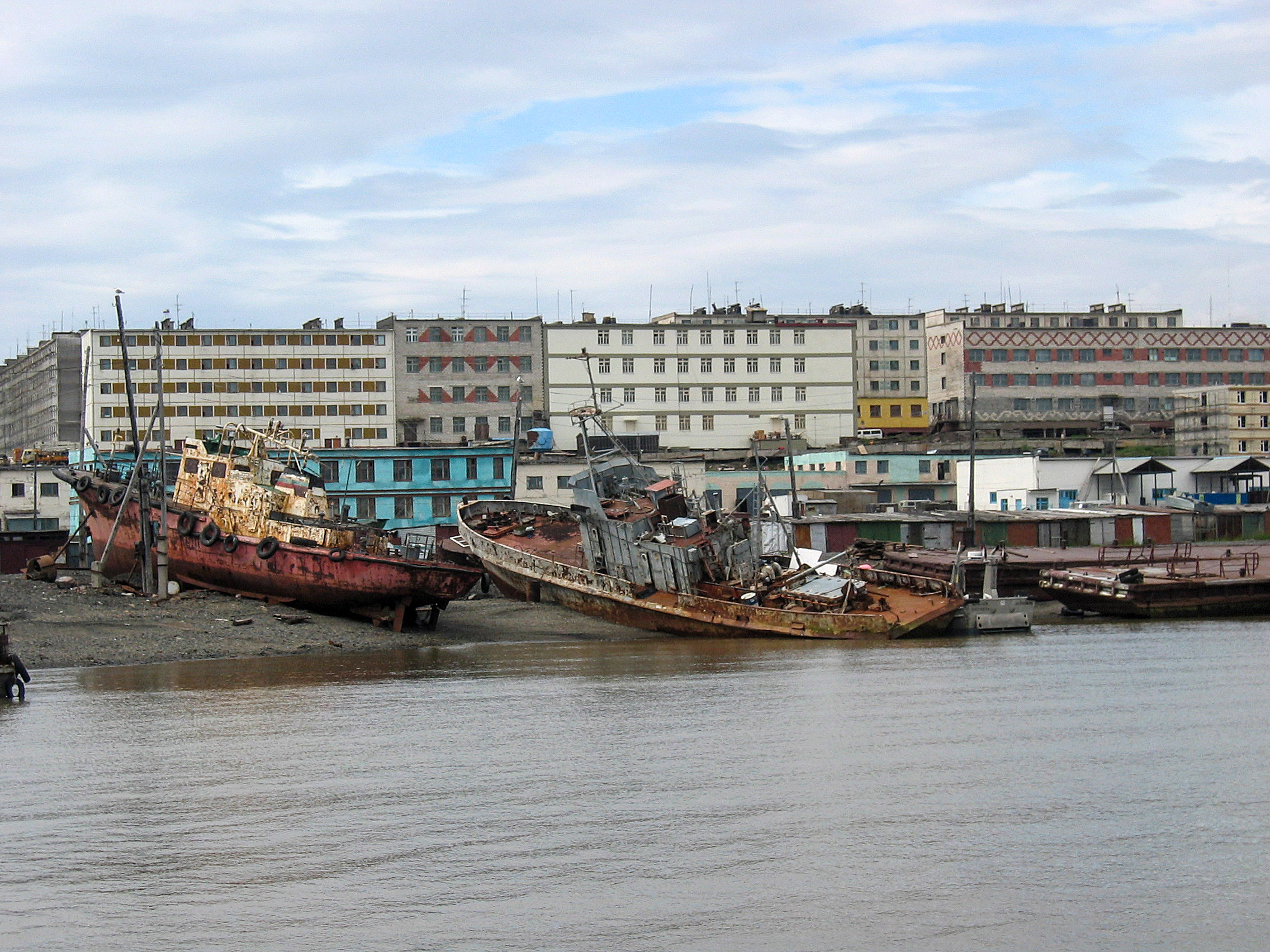
Vy in mot staden från hamnen i Anadyr.

Anadyr (ryska: Ана́дырь) är en stad och det administrativa centrumet i Tjuktjien i Rysslands nordöstligaste region. Den ligger vid Anadyrflodens mynning i Anadyrviken (som utgör en del av Anadyrbukten av Berings hav), och är Rysslands östligaste stad. Den grundades den 3 augusti 1889 under namnet Novo-Mariinsk, och den döptes om till det nuvarande namnet den 5 augusti 1923. Orten fick stadsstatus den 12 januari 1965. Staden hade 14 326 invånare i början av 2015.